# Cơ quan sinh dục

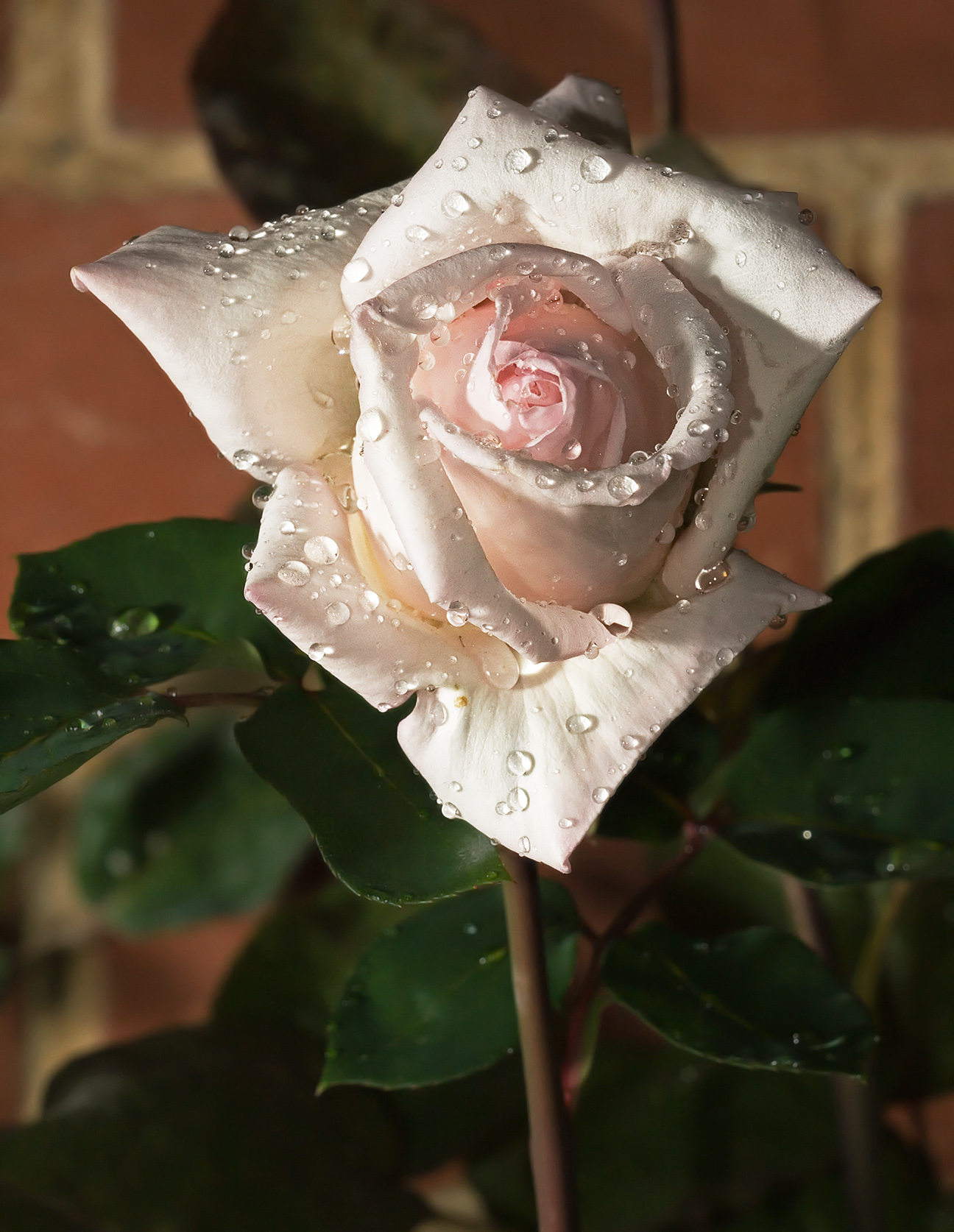
Hoa là cơ quan sinh dục của thực vật có hoa.

Cơ quan sinh dục hay sinh thực khí, theo định nghĩa hẹp, là bất kỳ bộ phận giải phẫu nào trên cơ thể tham gia vào quá trình sinh sản hữu tính và cấu thành hệ sinh dục trong một tổ chức phức tạp. Hoa là cơ quan sinh dục của thực vật có hoa, nón là cơ quan sinh dục của thực vật ngành Thông còn rêu, dương xỉ và những thực vật tương tự khác có cơ quan sinh sản là túi giao tử.

## Động vật có vú

### Các cơ quan sinh dục bên ngoài và bên trong
Ở Lớp Thú, cơ quan sinh dục bao gồm:
| Giống cái | Giống đực |
| --- | --- |
| - Tuyến Bartholin - Âm vật - Ống dẫn trứng - Môi (cơ quan sinh dục) - Môi lớn - Môi nhỏ - Buồng trứng - Tuyến Skene - Tử cung - Âm đạo - Âm hộ | - Tuyến Bulbourethral - Mào tinh hoàn - Dương vật - Da bọc quy đầu - Quy đầu - Tuyến tiền liệt - Bìu dái - Túi tinh - Tinh hoàn |